# Souhvězdí Vah
Váhy (latinský název Libra) jsou souhvězdí na jižní obloze. Jsou sedmým znamením zvěrokruhu, leží mezi souhvězdími Panna na západě a Štír na východě. Souhvězdí není nijak nápadné, nejsnáze se dá najít prodloužením malých klepítek Štíra ve veliká klepeta. Starý astronomický symbol souhvězdí je  (♎︎).

## Legenda
Řekové obvykle hvězdy souhvězdí Vah přiřazovali k souhvězdí Štíra, ale rozpoznávali v nich i váhy a tento obraz má možná mezopotámské kořeny. Váhy rovněž symbolizovaly stejnou délku dne a noci při rovnodennostech; před dvěma tisíci lety ohlašovaly přechod Slunce do souhvězdí Vah podzimní rovnodennost. Od římských astrologů pochází také myšlenka, že Libra jsou Váhy spravedlnosti, které drží Astraia, bohyně spravedlnosti (sousedící Panna).

## Zajímavost
Váhy jsou jediné z 12 zvěrokruhových souhvězdí, které v něm působí poněkud nepatřičně. Všechna ostatní znamení představují zvířata nebo mytické postavy, tedy živé bytosti, jen Váhy jsou pouhým nástrojem, zato velice důležitým. Váží spravedlnost.
Dvě nejjasnější hvězdy Vah se jmenují Zuben Elgenubi (Jižní klepeto) a Zubeneschamali (Severní klepeto), protože než toto souhvězdí dostalo název Váhy, bylo součástí souhvězdí Štíra.

## Významné hvězdy
| Hvězda | Jméno          | Hvězdná velikost |
| ------ | -------------- | ---------------- |
| β Lib  | Zubeneschamali | 2,62m            |
| α Lib  | Zuben Elgenubi | 2,75m            |
| γ Lib  | Zuben Elakrab  | 3,9m             |